# Ceyhun Gülselam
Ceyhun Gülselam (ur. 25 grudnia 1987 w Monachium) – turecki piłkarz występujący na pozycji obrońcy lub pomocnika. Zawodnik Kardemir Karabüksporu.

## Kariera klubowa
Gülselam urodził się w RFN-ie w rodzinie pochodzenia tureckiego. Treningi rozpoczął w wieku 7 lat w klubie Gartenstadt Trudering. Następnie trenował w juniorach Bayernu Monachium, a 2005 roku przeszedł do juniorów zespołu SpVgg Unterhaching. W sezonie 2006/2007 został włączony do jego pierwszej drużyny, występującej w 2. Bundeslidze. W tych rozgrywkach zadebiutował 25 lutego 2007 roku w przegranym 0:4 pojedynku z 1. FC Kaiserslautern. 13 maja 2007 roku w wygranym 2:1 spotkaniu z SpVgg Greuther Fürth strzelił pierwszego gola w 2. Bundeslidze. W tym samym roku spadł z klubem do Regionalligi Süd.
W 2008 roku podpisał kontrakt z tureckim Trabzonsporem. W Süper Lig zadebiutował 24 sierpnia 2008 roku w wygranym 2:0 meczu z Ankarasporem. 24 maja 2009 roku w wygranym 5:2 pojedynku z Eskişehirsporem strzelił pierwszą bramkę w Süper Lig. W 2010 roku zdobył z zespołem Puchar Turcji.
W 2011 roku przeszedł do Galatasaray SK. W 2013 roku był wypożyczony do Kayserisporu, a latem 2014 przeszedł do Hannoveru, a w 2016 do Kardemir Karabüksporu.

## Kariera reprezentacyjna
Gülselam jest byłym reprezentantem Turcji U-21. W pierwszej reprezentacji Turcji zadebiutował natomiast 26 marca 2008 roku w zremisowanym 2:2 towarzyskim meczu z Białorusią.